# Stjerner uden hjerner
Stjerner uden hjerner er en dansk spillefilm fra 1997 med komikerparret Timm Vladimir og Gordon Kennedy (Timm og Gordon) i hovedrollerne. Filmen er et af Danmarks betydeligste filmflop.

## Baggrund og produktion
Timm og Gordon skrev filmens synopsis.
Ifølge Timm Vladimir havde de haft et ønske om at lave filmen i sort-hvid med håndholdt kamera og et dokumentarisk præg, men Det Danske Filminstitut ville ikke støtte en sådan film (dette var endnu før det håndholdt kamera i Dogme95 film havde haft succes).
Filmen var instrueret af Kasper Wedendahl, der også havde skrevet manuskriptet sammen med Marie Trolle Larsen.
Under produktionen havde Timm og Gordon indset at filmen var på afveje.
De indspillede en scene bevidst dårligt i håbet om at scenen skulle indspilles senere under andre omstændigheder.
Filmen havde oprindeligt titlen Wannabe, men da en på produktionsholdet læste titlen som Vand-abe, valgte man i stedet titlen Nedtur. Da en medarbejder skulle finde på en tagline til filmen kom man på Stjerner uden Hjerner.

## Modtagelse
Den er blevet udråbt som den dårligste danske spillefilm nogensinde og blev set af under 800 betalende mennesker i biografen i åbningsweekenden. Sammenlagt blev den set af kun 2.192 personer.
Selv Timm og Gordon undsagde filmen, og de forsøgte halvvejs igennem optagelserne at komme ud af kontrakten, og efterfølgende prøvede de at købe masterkopierne, for at ødelægge dem, men begge dele blev for dyrt.
Den lå lang tid nummer 95 på IMDB's liste over de 100 værste film i verden (november 2017). Per juni 2025 ligger den dog ej længere på listen.
Til filmflop-fans havde filmen repremiere i 2011.
Historien bag filmen blev for første gang fortalt af blandt andre Gordon Kennedy og Kasper Wedendahl i et særligt afsnit af podcasten Han Duo i 2015.

## Medvirkende
- Timm Vladimir
- Gordon Kennedy
- Berte Fischer-Hansen
- Henrik Lykkegaard
- Christian Grønvall
- Camilla Bendix
- Klaus Pagh
- Peter Rygaard
- Sofie Maria Ahlgren
- Dan Zahle
- Stig Günther
- Ronald Lindqvist
- Mikkel Smith Olsen
- Søren Benthin
- Per Rønholm
- Annette Harritsø